# Рене Шпиц
Рене Арпад Шпиц (на унгарски: René Árpád Spitz) е американски психоаналитик от унгарски произход.

## Биография
Роден е на 29 януари 1887 година във Виена, Австро-Унгария. Произхожда от богато еврейско семейство и прекарва по-голямата си част от детството си в Унгария. След като завършва медицинското си образование през 1910 година, Шпиц открива трудовете на Зигмунд Фройд. През 1932 година напуска Австрия и се установява в Париж за следващите 6 години и изучава психоанализа в Екол нормал (на френски: École Normale Supérieure). През 1939 година емигрира в САЩ и работи като психиатър в болницата Маунт Синай. Между 1940 и 1943 г. Шпиц работи като гостуващ професор в няколко университета, преди да се установи в Колорадо. Основава своите наблюдения и експерименти на психоаналитичните открития, развити от Фройд. Докато Фройд прави психоаналитични изследвания на възрастните, Шпиц основава своите идеи на емпиричното изследване на децата.
Умира на 11 септември 1974 година в Денвър, САЩ, на 87-годишна възраст.